# Mysterium (gioco da tavolo)
Mysterium è un gioco da tavolo in stile tedesco cooperativo di Oleksandr Nevskiy e Oleg Sidorenko, pubblicato nel 2015 dalla casa editrice Libellud e in italia da Asmodée.
Il gioco si basa sull'utilizzo di carte per scoprire le dinamiche di un omicidio. I giocatori interpretano rispettivamente un fantasma e dei medium che devono interpretare delle visioni che questi gli invia per comprendere le dinamiche della sua morte.

## Trama del gioco
Durante una partita abbiamo sempre un giocatore che interpreta il ruolo di fantasma e gli altri che interpretano quelli di medium, convocati dai padroni di casa durante la notte di Halloween affinché comunichino con il fantasma e si facciano rivelare chi è stato ad ucciderlo e riescano a donargli la pace che gli serve per abbandonare definitivamente quel luogo. Il gioco si ambienta proprio ad Halloween in quanto si tratta del momento in cui il fantasma è più potente e riesce a comunicare con i medium: lo spirito è infatti abbastanza debole e normalmente non riesce a comunicare con le persone. Anche durante la notte di Halloween, il fantasma riesce a comunicare soltanto inviando delle flebili visioni ai medium, che avranno dunque una notte di tempo per interpretarle e svelare il mistero. Qualora non ci riescano bisognerà dunque aspettare l'anno successivo per avere una seconda possibilità.

## Oggetti di gioco
Mysterium è un gioco particolarmente ricco di gadget e oggetti di gioco vari, atti a costruire una location ben precisa: quella di una grande villa in cui si è consumato un omicidio in passato e dunque un numero variabile di medium (da 1 a 6) deve cercare di ricostruire le dinamiche. A tale scopo, nella scatola sono presenti 3 categorie di oggetti, elencate di seguito.

### Oggetti utilizzati dal fantasma[2]
- 1 schermo, rappresentante la villa e utile affinché il fantasma nasconda le carte che ha davanti
- 18 carte fantasma personaggio
- 18 carte fantasma luogo
- 18 carte fantasma oggetto
- 84 carte visione
- 6 segnalini fantasma
- 6 segnalini colpevole
- 3 segnalini corvo, necessari affinché il fantasma possa cambiare le carte visione che ha in mano

### Oggetti utilizzati dai medium[2]
- 18 carte personaggio
- 18 carte luogo
- 18 carte oggetto
- 6 pedine intuizione a forma di sfera di cristallo
- 6 custodie
- 36 segnalini chiaroveggenza
- 18 carte medium personaggi
- 6 segnalini livello di chiaroveggenza

### Altri contenuti del gioco[2]
- 1 plancia dell'orologio (da assemblare)
- 3 schede progresso
- 1 clessidra
- 1 indicatore di chiaroveggenza e scheda progresso dell'epilogo

## Modalità di gioco

### Preparazione
Mysterium è un gioco cooperativo in cui tutti i giocatori devono lavorare insieme per arrivare alla vittoria, altrimenti tutti perdono. Dopo aver disposto lo schermo in maniera tale il fantasma possa avere davanti a sé le sue carte personaggio, luogo e oggetto senza che gli altri giocatori possano vederle, si mescolano le varie tipologie di carte presenti facendo attenzione a non mescolare fra di loro due mazzi differenti. Si pescano dunque 6 carte medium per ciascuna categoria (personaggio, luogo e oggetto) e le si pongono al di là dello schermo, dalla parte dei medium; nel frattempo il fantasma seleziona le carte fantasma equivalenti a quelle medium già disposte sul tavolo e ne abbina ciascuna ad un colore; i colori sono a loro volta abbinati ciascuno ad un medium differente. Qualora i medium presenti siano meno di 6, il fantasma dovrà scartare a caso alcune delle sue carte, senza far vedere agli altri giocatori quali carte ha scartato.

### Fase I
Durante la fase 1, il fantasma ha 7 turni di tempo per far indovinare ai medium quali sono i personaggi, luoghi e oggetti abbinati a ciascuno di loro. Per farlo dovrà utilizzare le carte visione: egli avrà a disposizione soltanto 7 carte visione in ogni momento, e dopo averne utilizzato alcune per abbinarle ad un personaggio, luogo od oggetto dovrà dunque pescarne un quantitativo uguale a quello appena utilizzato. Qualora egli volesse cambiare le carte che ha in mano, o parte di esse, deve utilizzare un segnalino corvo per farlo: in base a ciò si può giocare in modalità facile (si ha a disposizione 1 corvo per ognuno dei 7 turni), media (si hanno a disposizione 3 corvi a partita) o difficile (si ha a disposizione 1 corvo a partita). Una volta che il fantasma ha selezionato tutte le carte, i vari medium hanno a disposizione il tempo della clessidra per capire quale carta il fantasma stia cercando di far indovinare loro, e quando ci riescono devono posizionare il loro segnalino intuizione sulla carta che hanno individuato. Il giocatore che riesce ad indovinare una determinata carta prima della fine del tempo a sua disposizione può usare i segnalini chiaroveggenza per suggerire ad altri giocatori qual è la carta che dovrebbero indovinare loro. I 7 turni vanno scanditi con l'utilizzo dell'apposito orologio.

### Fase II
Si accede a questa fase soltanto nel momento in cui i giocatori hanno superato con successo la fase I, altrimenti la partita si dichiara persa prima. In questa fase, il fantasma dovrà scegliere quale dei gruppi di carte assegnati precedentemente ai vari medium corrisponde alle reali dinamiche della sua morte: per farlo si baserà sulle carte visione che ha attualmente in mano, cercando di abbinarne tre ad una delle varie serie. In questa fase, fantasma potrà cambiare le carte visione che ha in mano (o parte di esse) solo se ha almeno un corvo a sua disposizione. Fatta la sua scelta, il fantasma dovrà assegnare un numero a ciascuna delle serie di carte e selezionare uno dei segnalini colpevole, che sono chiaramente numerati, ponendolo a faccia in giù oltre il tabellone. A questo punto, i medium hanno il tempo della clessidra a loro disposizione per comprendere le associazioni fatte dal fantasma: la partita viene vinta soltanto qualora riescano a capire a quale delle varie serie di carte presenti corrispondono le reali dinamiche del delitto.

## Pubblicazione
Il gioco è stato pubblicato dapprima in Ucraina e poi nel resto del mondo: la versione internazionale presenta delle differenze da quella ucraina sia nella grafica che nelle regole di gioco.  In Italia il gioco era stato inizialmente diffuso con il titolo de Il Sesto Senso, citando dunque il celebre film di Shyamalan. Solo successivamente l'edizione italiana si è adeguata al titolo internazionale.

### Espansioni e versioni alternative
Esistono inoltre due espansioni di Mysterium, che in italiano sono state intitolate rispettivamente Segni Nascosti e Segreti e Bugie. Quest'ultima presenta le "carte storia" da giocare al posto delle "carte oggetto": non bisognerà dunque più indovinare con che arma è stato ucciso il personaggio/fantasma ma per quale motivazione il suo assassino ha agito. Nel 2020 è stato inoltre prodotto uno spin off che ripropone il concept di Mysterium in un ambiento diverso da quello della villa: si tratta di Mysterium Park, ambientato in un lunapark. Inoltre, Mysterium Kids: Il Tesoro di Capitan Buu, una versione del gioco adattata per i bambini, ha vinto il premio Spiel des Jahres 2023 nella categoria Kinderspiel des Jahres (Gioco per Bambini dell’Anno).

## Accoglienza
Polygon ha definito Mysterium come uno dei migliori 5 giochi del 2015. Molti critici, come Nate Anderson di Ars Technica e Joshua Kosman di San Francisco Chronicle, hanno definito il gioco come un misto fra Dixit e Cluedo.

## Colonna sonora
La casa editrice ha commissionato anche lo sviluppo di una colonna sonora del gioco sotto forma di playlist Spotify, che giocatori possono utilizzare come sottofondo, commissionando i brani al compositore Myuu. Anche Mysterium Park ha una propria colonna sonora fruibile in maniera analoga.

## Premi e riconoscimenti
Il gioco ha vinto i seguenti premi e avuto i seguenti riconoscimenti:
- 2016
  - As d'Or - Jeu de l'Année: vincitore[12];
  - Deutscher Spiele Preis: 5º classificato[13];
  - Juego del Año: gioco raccomandato;
- 2019
  - Gioco dell'Anno: gioco nominato;